# Landgericht Königsberg (bis 1849)
Das Landgericht Königsberg war von 1823 bis 1849 ein preußisches Land- und Stadtgericht mit Sitz in Königsberg (Preußen).

## Geschichte
Das Landgericht Königsberg wurde 1823 aus den Justizämtern Brandenburg, Kobbelbude und Uderwangen gebildet. 1826 kam noch ein Teil des Justizamtes Caporn hinzu. Ab 1827 wurde das Landgericht auch als 1. Landgericht Königsberg bezeichnet, um es vom neu gegründeten Samländischen Landgericht Königsberg abzugrenzen. Es war ein Gericht 2. Klasse im Sprengel des Oberlandesgerichts Königsberg. Sein Sprengel umfasste die Landgemeinden um Königsberg; für die Stadt selbst war das Stadtgericht Königsberg zuständig. 
1837 umfasste der Gerichtsbezirk 103 Ortschaften mit 9100 Gerichtseingesessenen. Am Gericht waren ein Direktor, ein Assessor und vier weitere Mitarbeiter beschäftigt. Im Jahr 1847 wurde das Justizamt Caymen und Schaaken aufgelöst und sein Sprengel dem Landgericht Königsberg zugeordnet.
Nach der Märzrevolution wurden 1849 einheitlich Kreisgerichte gebildet. In Königsberg entstand so das Kreisgericht Königsberg.